# عبدالعزیز گاساما
عبدالعزیز گاساما (فرانسوی: Abdoul Aziz Gassama‎؛ زادهٔ ۳ مهٔ ۲۰۰۳) بازیکن فوتبال اهل فرانسه است.